# Olle Inganäs
Olle Inganäs, född 27 december 1951, är en svensk fysiker och professor emeritus i biomolekylär och organisk elektronik. Han var mellan 2013 och 2017 först ledamot och senare ordförande för Vetenskapsakademiens Nobelkommitté för fysik.

## Biografi
Inganäs avlade teknologie doktorsexamen 1984 vid Linköpings universitet på en avhandling om fotoelektrokemi och elektroniska egenskaper hos en grupp organiska ämnen.
Hans forskning gäller polymerer med elektroniska egenskaper. Under hans forskningskarriär har han studerad polymerers fysikaliska, elektrokemiska, elektroniska och optiska egenskaper. Under 1990-talet var han med i arbetet att utveckla och studera material inom fältet OLED-teknik. År 2000 antog han benämningen "biomolekylär och organisk elektronik" för att markera ett tvärvetenskapligt förhållningssätt.
I samband med att han avgick som ordförande för nobelkommitén för fysik skrev han en debattartikel i SvD där han kritiserade ekonomiprisets status som Nobelpris och menade att flera inom akademien delade den inställningen.
Inganäs är medförfattare till över 500 vetenskapliga publikationer som har citerats totalt över 44 000 med ett h-index (2021) på 102.

## Utmärkelser
- 1997 - Göran Gustafssonpriset i fysik
- 2006 - Invald i Kungliga Vetenskapsakademien med nummer 1530, i klassen för fysik.[6]
- 2010 - Wallenberg Scholar[7]